# التلي الأسيوطي
التلي الأسيوطي هو نوع من النسيج ينفذ بأشرطة معدنية رقيقة على أقمشة قطنية أو حريرية أو شبكية (مثل قماش التُلّ). واسم التَلّىِ يطلق على الأشرطة المعدنية التي يتم صناعة النسيج بها، كما يطلق أيضًا على المنتَج النهائي المطرز بهذه الأشرطة وخيوط التَلّىِ عبارة عن أشرطة معدنية عرضها حوالى 3 مللي، وقديمًا كانت هذه الأشرطة من الفضة الخالصة، أما الآن فهي عادة أشرطة فضية اللون وقليلاً ما تكون ذهبية، وهي غالبًا تكون مصنوعة من أسلاك النحاس المطلية إما بالفضة أو النيكل، وهناك أشرطة معدنية رخيصة أو من البلاستيك. وعرف باسم التلي الأسيوطي نسبة إلى محافظة أسيوط بصعيد مصر والتي تشتهر بصناعته وتصديره إلى الخارج. تعرض فن التلي إلى الاندثار أكثر من مرة، بسبب قلة الطلب عليه وغلاء أسعاره.

## الاستخدامات
أرتدت العديد من الفنانات والمشاهير التلي الأسيوطي مثل زينات صدقي، تحية كاريوكا وسامية جمال كما ارتدته شارلوت واصف ملكة جمال الكون 1934 أثناء المسابقة الرسمية وأتردته العديد من نجمات هوليوود مثل هيدي لامار في فيلم شمشون ودليلة واعتمد بيت أزياء كريستيان ديور على استخدم التلى الأسيوطى، وارتدت الممثلة الأمريكية باربرا سترايساند فستان من التلي، وأصبح المفضل لدى بيوت الأزياء الفرنسية مثل بيت أزياء ديوز فظهر في مجموعة ربيع عامي 1998 و 2007.